# Kolcowój chiński

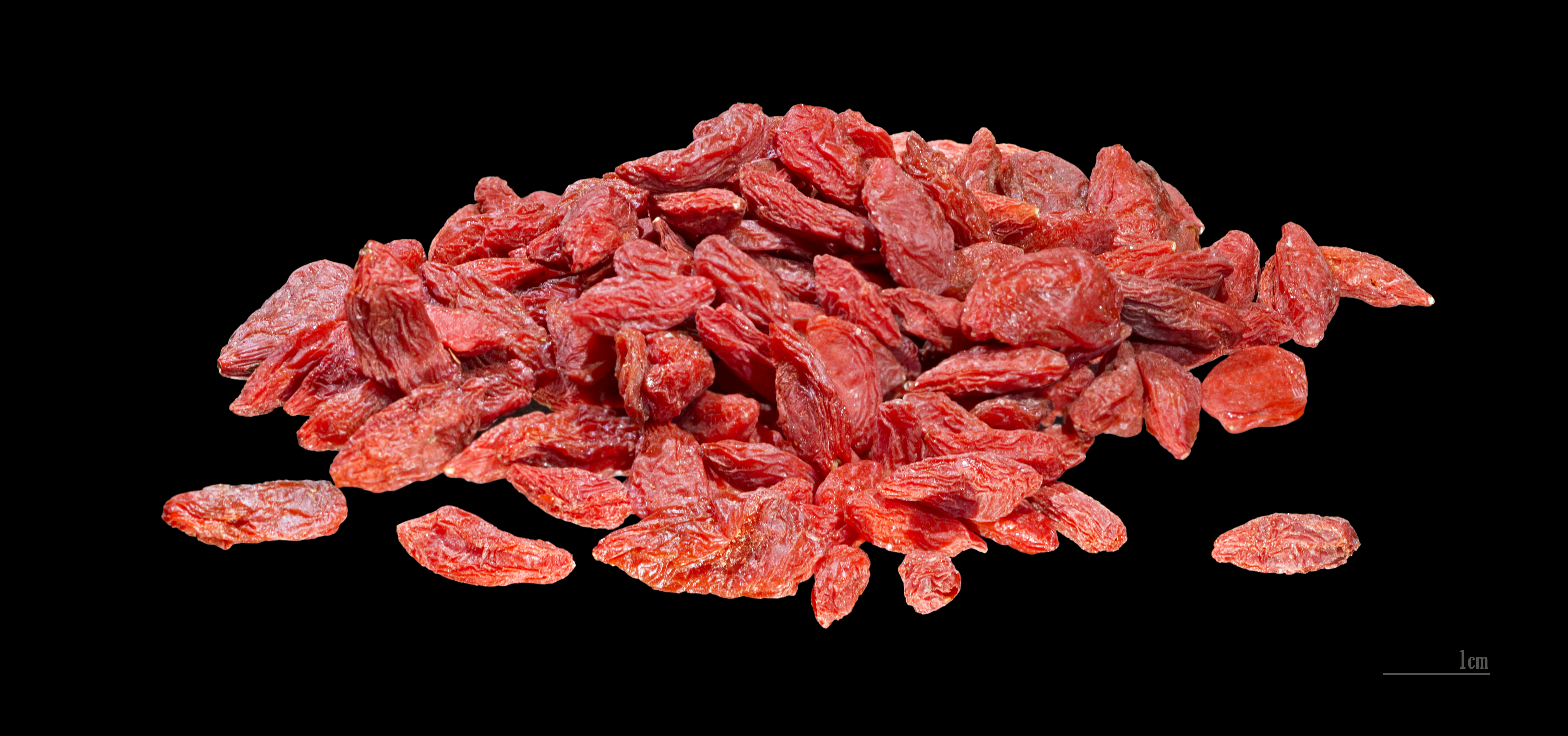
Suszone owoce

Kolcowój chiński (Lycium chinense) – gatunek roślin z rodziny psiankowatych, blisko spokrewniony z kolcowojem pospolitym. Pochodzi z obszarów Azji o umiarkowanym klimacie (Chiny, Mongolia, Japonia, Korea, Tajwan), a także o klimacie tropikalnym (Tajlandia). Rozprzestrzenił się w innych regionach i jest uprawiany w wielu krajach świata. Owoce znane są pod nazwą handlową goji (z chiń.: 枸杞 pinyin: gǒuqǐ).

## Morfologia
PokrójKrzew, mocno rozgałęziony o wysokości do 1 m, rzadko do 2 m. Łodygi pokryte są cierniami osiągającymi do 2 cm długości.
LiścieOwalne do równowąsko-lancetowatych, długości do 2,5 cm. Wyrastają na pędzie pojedynczo lub skupione po 2–5.
KwiatyWyrastają w węzłach łodygi pojedynczo lub po dwa na szypułkach o długości od 1 do 2 cm. Kielich dzwonkowaty o długości do 4 mm. Korona trąbkowata, jasnofioletowa o długości nieco przekraczającej 1 cm.
OwocePodłużne, czerwone jagody o długości do 2 cm.

## Zastosowanie
Owoce w tradycyjnej medycynie chińskiej są ważnym lekiem stosowanym jako środek pobudzający, zwiększający wytrzymałość, osłaniający wątrobę i poprawiający wzrok.